# Let Down (пісня)
«Let Down» — пісня англійського рок-гурту Radiohead з їхнього третього студійного альбому OK Computer (1997). Вона вийшла як промо-сингл у вересні 1997 року і досягла 29 місця в американському чарті Modern Rock Tracks. Вона також увійшла до збірки Radiohead: The Best Of (2008).
Пісня «Let Down» про розчарування у всіх його проявах. Від розчарування монотонністю сучасного життя до, здавалося б, нескінченного циклу розчарувань, увічненого людьми та місцями в житті людини. Прагнення вирватися, щоб втекти, ілюструється через образ розчавленого метелика, який очікує на нову метаморфозу.

## Передумови та запис
«Let Down» мав стати першим синглом OK Computer, але замість нього був обраний «Paranoid Android», який разом з «Karma Police» закріпив популярність гурту. Трек зрештою не вийшов як сингл, оскільки гурт був незадоволений відео, яке вони зняли, і в підсумку втратив гроші. Пісня досягла 29 місця в американському чарті Hot Modern Rock tracks.
Пісня була записана в бальному залі особняка Сент-Кетрін-Корт. Том Йорк, очевидно, надихнувся на написання пісні, сидячи в пабі, помітивши відвідувачів, які «чіпляються за пляшки», і відчувши в них «найпорожніше з почуттів», почуття розчарування.

## Виступи наживо
Гурт рідко виконував «Let Down» наживо. Після виступу 2006 року пісня не з'являлася в концертних програмах гурту протягом десяти років, поки не була відроджена в турі на підтримку A Moon Shaped Pool. Мультитрековий запис, використаний у студійній версії, робить пісню складною для відтворення наживо, особливо з огляду на нашарування декількох вокальних партій, які одночасно виконує Йорк. Коли пісня виконувалася наживо, Йорк зазвичай вирішував пропустити останній куплет і замість нього співати супровідну фонову вокальну партію.

## Вплив і кавер-версії
У 2006 році пісню переспівали реггі-музиканти Toots & the Maytals для альбому-компіляції Easy Star All-Stars під назвою Radiodread, повного перевтілення OK Computer у музичні стилі ска, даб та реґі. Не менш меланхолійний кавер на цю пісню виконує гурт Pedro the Lion на своєму концертному релізі 2005 року Tour E.P. Від цієї пісні отримав своє ім'я електронний виконавець Let Down Loser.

## Трек-лист
CD промо-синглу
| #  | Назва             | Тривалість |
| -- | ----------------- | ---------- |
| 1. | «Let Down»        | 4:59       |
| 2. | «Let Down (Edit)» | 4:27       |
| 3. | «Karma Police»    | 4:21       |

## Персоналії
Radiohead
- Колін Ґрінвуд
- Джонні Ґрінвуд
- Ед О'Браєн
- Філ Селвей
- Том Йорк

Додатковий персонал
- Стенлі Донвуд — ілюстрації
- Найджел Ґодріч — продакшн, звукоінженер

## Бібілографія
- Ehmann, Julia (2020). Radiohead and the Journey Beyond Genre: Analysing Stylistic Debates and Transgressions. Abingdon: Routledge. ISBN 978-1-138-33474-8.
- Footman, Tim (2007). Welcome to the Machine: OK Computer and the Death of the Classic Album. New Malden: Chrome Dreams. ISBN 978-1-84240-388-4.
- Randall, Mac (2000). Exit Music: The Radiohead Story. New York: Delta Trade Paperbacks. ISBN 0-385-33393-5.